# Philodromus erythrops
Philodromus erythrops là một loài nhện trong họ Philodromidae.
Loài này thuộc chi Philodromus. Philodromus erythrops được Lodovico di Caporiacco miêu tả năm 1933.